# Tanjung Baru B
Tanjung Baru B is een bestuurslaag in het regentschap Padang Lawas Utara van de provincie Noord-Sumatra, Indonesië. Tanjung Baru B telt 75 inwoners (volkstelling 2010).